# Philippe Washer
Philippe Washer (Brussel, 6 augustus 1924 – Knokke, 27 november 2015) was een Belgisch tennisser. Hij was vooral bekend als dubbelspeler en kreeg in 1957 samen met zijn dubbelspelpartner Jacky Brichant de Nationale trofee voor sportverdienste.

## Biografie
Philippe Washer was de zoon van tennisser Jean Washer. Evenals zijn vader werd Philippe lid van de Royal Léopold Club. In 1942 won hij de enkelspelfinale van het juniorentoernooi van Roland Garros. Vanaf 1945 ging Washer zich meer toeleggen op het dubbelspel en vormde eerst een duo met Pierre Geelhand de Merxem. Vanaf 1949 vormde hij met de zes jaar jongere Jacky Brichant, die lid was van dezelfde tennisclub, een succesvol dubbelspelduo. Samen wonnen ze in 1953 en in 1957 de finale van de Europese zone van de Davis Cup maar zij verloren telkens de internationale finale van de Verenigde Staten.
In het enkelspel was hij minder succesvol. In 1957 bereikte Washer de kwartfinales van Roland Garros.
Washer werd tussen 1945 en 1954 negenmaal Belgisch kampioen enkelspel. Tussen 1945 en 1948 werd hij driemaal Belgisch kampioen dubbelspel met Pierre Geelhand de Merxem en tussen 1951 en 1957 nog eens zesmaal met Jacky Brichant.
Tussen 1983 en 1994 was hij voorzitter van de Raad van bestuur van de Royal Léopold Club. Hij stierf op 91-jarige leeftijd, op de dag dat het Belgisch Davis Cupteam de finale van de prestigieuze landencompetitie aanving tegen Groot-Brittannië.

## Resultaten grandslamtoernooien
| Legenda | Legenda                          |
| ------- | -------------------------------- |
| g.t.    | geen toernooi gehouden           |
| l.c.    | lagere categorie                 |
| –       | niet deelgenomen                 |
| G       | uitgeschakeld in de groepsfase   |
| 1R      | uitgeschakeld in de eerste ronde |
| 2R      | uitgeschakeld in de tweede ronde |
| 3R      | uitgeschakeld in de derde ronde  |
| 4R      | uitgeschakeld in de vierde ronde |
| KF      | uitgeschakeld in de kwartfinale  |
| HF      | uitgeschakeld in de halve finale |
| F       | de finale verloren               |
| W       | het toernooi gewonnen            |
| w-v     | winst/verlies-balans             |

### Enkelspel
| Toernooi        | 1946 | 1947 | 1948 | 1949 | 1950 | 1951 | 1952 | 1953 | 1954 | 1955 | 1957 | 1961 |
| --------------- | ---- | ---- | ---- | ---- | ---- | ---- | ---- | ---- | ---- | ---- | ---- | ---- |
| Australian Open | –    | –    | –    | –    | –    | –    | –    | –    | –    | –    | –    | –    |
| Roland Garros   | –    | 4R   | 4R   | 3R   | 2R   | –    | 2R   | –    | 4R   | 4R   | KF   | –    |
| Wimbledon       | 1R   | 1R   | 4R   | 4R   | 3R   | 1R   | 3R   | 3R   | 4R   | 2R   | 2R   | 1R   |
| US Open         | 2R   | –    | –    | –    | 3R   | –    | 4R   | –    | –    | –    | –    | –    |

### Mannendubbelspel
| toernooi        | 1950 |    | 1953 |
| --------------- | ---- | -- | ---- |
| Australian Open | –    | –  |      |
| Roland Garros   | –    | –  |      |
| Wimbledon       | KF   | HF |      |
| US Open         | –    | –  |      |

### Gemengd dubbelspel
| toernooi        | 1954 |
| --------------- | ---- |
| Australian Open | –    |
| Roland Garros   | HF   |
| Wimbledon       | –    |
| US Open         | –    |